# Jerónimo Arango
Jerónimo Arango Arias (* ca. 1927 in Mexiko; † 4. April 2020) war ein mexikanischer Unternehmer. Er war der Gründer der größten Supermarktkette in Mexiko. Lange Zeit galt er als reichster Mann Mexikos, bevor er von Carlos Slim abgelöst wurde. Sein Vermögen wurde 2009 vom Forbes Magazine auf 3,4 Milliarden US-Dollar geschätzt.

## Leben
Arangos Vater gleichen Namens wanderte Anfang des 20. Jahrhunderts von Asturien nach Mexiko aus. In Mexiko wurde er Unternehmer und besaß unter anderem eine Textilfabrik.
Jerónimo Arango gründete 1958 den ersten Aurrerá-Discount-Markt, nachdem er bei einer Reise nach New York lange Schlangen vor derartigen Geschäften gesehen hatte. In der Unternehmenspolitik hatten niedrige Preise, die auch für ärmere Bevölkerungsschichten erschwinglich waren, oberste Priorität. Das Geschäft entwickelte sich positiv und bald wurden weitere Filialen eröffnet. 1960 kamen die Superama-Supermärkte hinzu, 1964 die Restaurantkette Vips. 1970 stieg die Familie Arango mit Suburbia in das Bekleidungsgeschäft ein. 1977 ging die Unternehmensgruppe der Familie Arango, Grupo CIFRA, an die mexikanische Börse.
1991 ging Arango eine 50:50-Partnerschaft mit der Wal-Mart-Kette von Sam Walton ein, die Wal-Mart nach Mexiko brachte. 1997 sicherte sich Wal-Mart die Mehrheit am Grupo CIFRA durch den Kauf von Aktien im Wert von als 2 Milliarden US-Dollar von der Familie Arango. Obwohl aus dem operativen Geschäft ausgestiegen, profitiert Arango durch seine Anteile an der nun Wal-Mart de México (Wal-Mex) genannten Gruppe von deren Expansion. Er selbst hat sich in Acapulco zur Ruhe gesetzt bzw. widmet sich von dort aus seinen Investitionen. Er gilt als sehr öffentlichkeitsscheu, so dass über seine Person nur sehr wenig bekannt ist.
Arangos Bruder Plácido ging 1965 nach Madrid und baute dort einen spanischen Zweig auf. Ihr Bruder Manuel ist einer der erfolgreichsten Bauunternehmer Mexikos.